# Vippentorpet

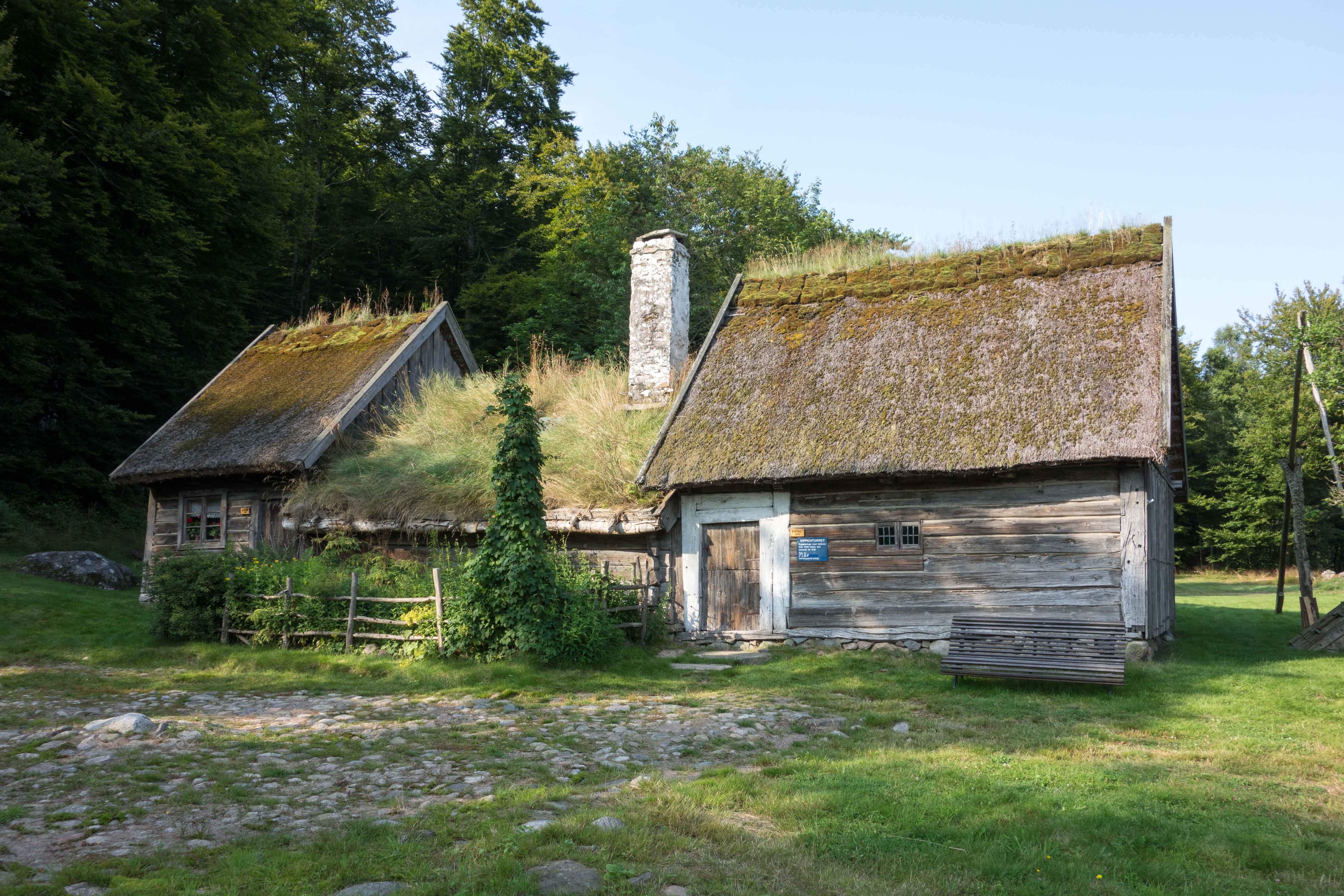
Vippentorpet år 2015.

Vippentorpet, beläget i Ysby socken, Laholms kommun, uppfördes omkring år 1778 och är en högloftsstuga. Beslut om byggnadsminnesförklaring av Vippentorpet togs av länsstyrelsen 2009.
Riksspelmannen August Ysenius föddes och växte upp på Vippentorpet.